# 河卡镇
河卡镇，是中华人民共和国青海省海南藏族自治州兴海县下辖的一个乡镇级行政单位。

## 行政区划
河卡镇下辖以下地区：
河卡镇社区、都台村、幸福村、上游村、灯塔村、白龙村、红旗村、宁曲村、五一村、羊曲村和加拉确什滩村。